# Боктыбай
Боктыба́й (Большо́й Боктыба́й; каз. Боқтыбай) — горная вершина в Шалкарском районе Актюбинской области Казахстана, высшая точка системы Мугоджары, в 17 километрах на запад от станции Биршогыр.
Высота вершины достигает 657 м, длина 7 км, ширина 4 км. Образована эффузивными породами среднепалеозойского (девонского) возраста: порфиритами, туфами, алевролитами. Склоны вершины расчленены реками, которые летом пересыхают, покрыты полынно-злаковой степной растительностью и редкими кустарниками. Подножия используются в качестве пастбищ.
У подножия начинаются реки Шет-Иргиз и Кулжыр.